# Radosław Kietliński
Radosław Kietliński (ur. 1974) – polski dziennikarz radiowy i telewizyjny.

## Życiorys
Jest absolwentem Wydziału Dziennikarstwa i Nauk Politycznych Uniwersytetu Warszawskiego. Karierę dziennikarską rozpoczął w Polskim Radiu. Pracował między innymi w IAR, Radiu Eska (Newsroom Super FM) i Radiu Wawa. Od grudnia 2000 do marca 2007 pracował jako reporter Informacji, a potem Wydarzeń w Polsacie. Od 2008 szef informacji Polsat News. Od 15 października 2013 był też redaktorem naczelnym i dyrektorem programowym Radia PiN. W czerwcu 2024 został dyrektorem departamentu komunikacji korporacyjnej i rzecznikiem prasowym Totalizatora Sportowego.
Otrzymywał wyróżnienia Nagrody im. Kazimierza Dziewanowskiego Stowarzyszenia Dziennikarzy Polskich: w 2003 za film dokumentalny „Śmierć na Dubrowce” w Polsat, w 2012 wraz z Agatą Kaźmierską za publikacje o problemach i wydarzeniach na świecie jako autorzy reportażu telewizyjnego „Afganistan w głowie” w Polsat News z 12 listopada 2011. Za film dokumentalny „Talibowie – druga strona wojny”, zrealizowany wraz z Agatą Kazimierską, zdobył nagrodę Grand Press w kategorii reportaż telewizyjny.

## Życie prywatne
Do 2014 jego żoną była Beata Tadla. Mają syna Jana. W 2018 w Sarajewie wziął ślub ze swoją partnerką Izą.